# Koke (Haaslava)
Pour les articles homonymes, voir Koke.
Koke est un village de la commune de Haaslava du comté de Tartu en Estonie.
Au 31 décembre 2011, il compte 70 habitants.